# 大澤銀作
大澤 銀作（おおさわ ぎんさく、1939年 - ）は、日本の英語学・英文学者、マンスフィールド記念館館長。

## 人物
栃木県生まれ。1964年東洋大学英文科卒、1969年同大学院英文学専攻博士課程満期退学、清和女子短期大学講師、立正大学文学部助教授、大正大学文学部教授、表現学部教授、2010年定年退任、名誉教授。
英語学専攻だったが、キャサリン・マンスフィールドに関心を深め、第一人者となる。1989年日本マンスフィールド協会会長、マンスフィールド記念館を創立し館長。

## 著書
- 『英文法概説』文化書房博文社、1977
- 『マンスフィールドの文体』文化書房博文社、1983
- 『写真と文によるマンスフィールド雑記録』文化書房博文社、1989
- 『写真と資料でみるマンスフィールド雑記録』文化書房博文社、1996

編
- 『マンスフィールド事典』編 文化書房博文社、2007

### 翻訳
- G.H.Vallins 『英語学概説』文化書房博文社、1975
- 『マンスフィールド作品集』文化書房博文社、1975
- キャサリン・マンスフィールド『入江のほとり』加藤富貴子,柴田恭子共訳 文化書房博文社、1976
- T.R.Lounsbury『英語史概説』文化書房博文社、1976
- オットー・イェスペルセン『英語の発達と構造』文化書房博文社、1979
- J.A.シェアド『英語の語彙の研究』文化書房博文社、1980
- Charles L.Barber『英語発達史』文化書房博文社、1981
- トマス・パイルズ『米語の成立』花崎栄一共訳 文化書房博文社、1983
- A.E.ダービーシャ『英語学概論』竹村出版、1984
- C.C.フリーズ『英語の構造』文化書房博文社、1985
- G.W.ターナー『文体論』文化書房博文社、1985
- バーバラ・ストラング『英語史』文化書房博文社、1986
- C.A.ハンキン『マンスフィールドと告白小説』竹村出版、1986
- G.H.ヴァリンズ『現代英語の語法』矢口正巳共訳 文化書房博文社、1987
- A.アルパーズ『マンスフィールドの生涯』文化書房博文社、1987
- J.L.ディラード『アメリカ英語の社会史的傾向』文化書房博文社、1988
- ジリアン・ボディー『マンスフィールドの肖像』文化書房博文社、1989
- クレア・トマリン『マンスフィールドの秘密の生涯』文化書房博文社、1989
- T.パイルズ, J.アルジオ『英語の起源と発達』文化書房博文社、1991
- ノラ・クローン『マンスフィールドの肖像』文化書房博文社、1991
- 『マンスフィールドの日記』ジョン・ミドルトン・マリ編 文化書房博文社、1993
- レイチェル・マカルパイン『マンスフィールド研究序説』文化書房博文社、1994
- シドニー・ジャネット・カプラン『マンスフィールドとモダニストの小説の起源』文化書房博文社、1994
- 『マンスフィールドの手紙』J.M.マリ編 柴田優子共訳 文化書房博文社、1996
- ジリアン・ボディー『回想のマンスフィールド』文化書房博文社、1997
- 『マンスフィールド全集』河野芳英共訳 新水社、1999
- 『イェスペルセン自叙伝 ある語学者の一生』アーネ・ジュール,ハンス・F.ニールセン,ヨーゲン・エリック・ニールセン編 文化書房博文社、2002
- C.K.ステッド『小説マンスフィールド 愛と友情の変奏曲』田島哲朗共訳 文化書房博文社、2005
- キャスリーン・ジョウンズ『マンスフィールドの伝記』訳者代表、文化書房博文社、2013

## 参考
- 大澤銀作のホームページ
- J-GLOBAL 研究者情報